# Progress (СУБД)
Progress — система управления базами данных, разрабатываемая компанией Progress Software.

## Поддерживаемые платформы
Version 9.0A (доступна с декабря 1998):
- HP-UX 10.20, HP-UX 11.0, IBM AIX (32-разрядная), IBM AS/400, RISC
- Sun Solaris на SPARC (32-разрядная), Windows NT на Intel (client/server)
- Windows 32 Intel (client), Citrix MetaFrame

Version 9.0B (доступна с весны 1999):
- DG/UX Intel, Digital UNIX (64-разрядная), IBM AS/400 RISC, Sun Solaris Intel

Родной язык программирования — Progress 4GL, язык четвертого поколения.

## Применение
Среди предприятий СНГ, использующих приложения на базе СУБД Progress, есть как представительства международных гигантов (Coca-Cola, PepsiCo, InBev, Japan Tobacco, Daewoo, Gillette, Lucent), так и крупные отечественные компании («Информгаз» — ИТ-подразделение «Газпром», «Гута-банк», «Альфа-Банк», АРКО, «Ударница»). На платформе Progress построены также ERP-системы SyteLine компании Frontstep и MFG/PRO фирмы QAD.